# Harry A. Richardson
Harry Alden Richardson, född 1 januari 1853 i Camden, Delaware, död 16 juni 1928 i Dover, Delaware, var en amerikansk republikansk politiker. Han representerade delstaten Delaware i USA:s senat 1907-1913.
Richardson var ledamot av delstatens senat 1888-1889. Han tog 1894 över faderns förpacknings- och konserveringsföretag. Han var senare bankdirektör i Dover.
Richardson efterträdde 1907 J. Frank Allee som senator för Delaware. Han efterträddes sex år senare av Willard Saulsbury Jr.
Richardson var baptist. Han gravsattes på Lakeside Cemetery i Dover.